# Amédée Borrel
Amédée Marie Vincent Borrel (Cazouls-lès-Béziers, 1º  agosto 1867 – Cazouls-lès-Béziers, 14 settembre 1936) è stato un biologo francese.

## Biografia
Borrel studiò scienze naturali presso l'Università di Montpellier, dove conseguì la laurea nel 1890. Dal 1892 al 1895, Borrel lavorò nel laboratorio di Ilya Ilyich Metchnikoff (1845-1916) presso l'Istituto Pasteur di Parigi. Sempre nel medesimo centro eseguì una ricerca sulla tubercolosi, e con Alexandre Yersin (1863-1943) e Léon Charles Albert Calmette (1863-1933), lavorò su un vaccino contro la peste bubbonica. Con Yersin e Calmette, co-pubblicò un trattato intitolato Le microbe de la peste à bubons riguardanti il bacillo della peste. Inoltre Borrel divenne anche famoso per le sue indagini pionieristiche sulla teoria virale del cancro.
Dal 1896 al 1914 servì come capo di laboratorio del corso di microbiologia presso l'Istituto Pasteur. Nel 1919 raggiunse la cattedra di batteriologia presso l'Università di Strasburgo.
Un genere di batterio chiamato Borrelia porta il suo nome, come anche è la borreliosi (vale a dire, la malattia di Lyme). Inoltre, i "corpi Borrel", che sono piccoli granuli di virus contenenti del cluster che a sua volta vanno a formare i "corpi di Bollinger", che si trovano nelle cellule dei tessuti del vaiolo. (Corpi di Bollinger sono furono chiamati dal patologo tedesco Otto Bollinger [1843-1909]).
Nel 1900 Borrel diventò un membro della Société de biologie. Durante la prima guerra mondiale, Borrell sviluppò una delle prime maschere antigas.

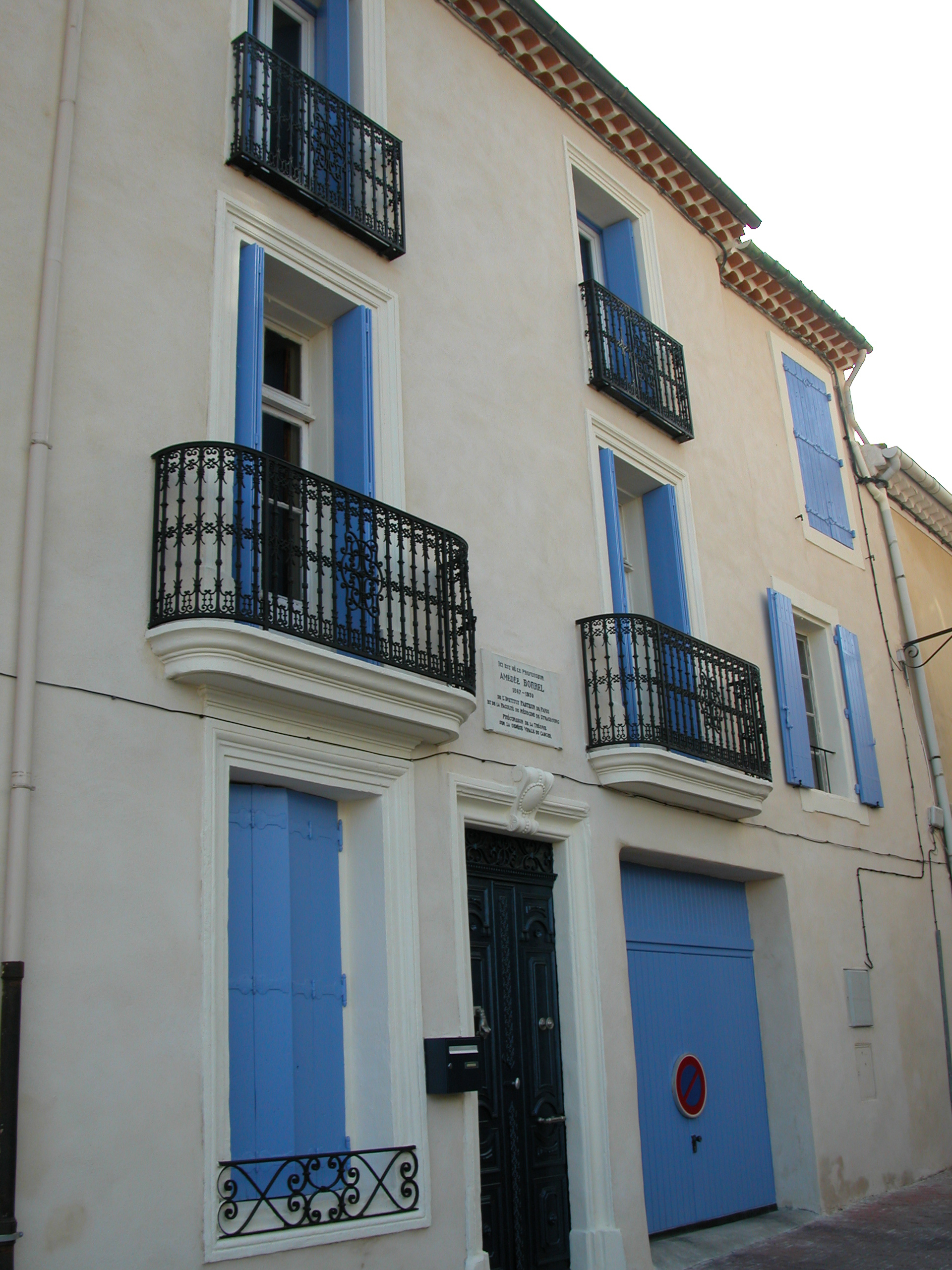
Casa dove nacque Borrel, Cazouls-lès-Béziers